# Acanthochelys macrocephala
Acanthochelys macrocephala, llamada comúnmente tortuga cabezona del Pantanal o tortuga canaleta paraguaya, es una especie de tortuga pleurodira —que esconde la cabeza doblando el cuello de forma lateral entre el espaldar y el plastrón— de la familia Chelidae, y aunque conocida para la ciencia desde 1826, no fue descrita hasta 1984.
Es la especie del género Acanthochelys de mayor tamaño. Su carapacho mide unos 20 cm, con un peso de alrededor de un kilogramo. Las hembras son mayores y más abundantes que los machos.
Habitan en zonas pantanosas y cursos lentos de arroyos del centro de América del Sur, en el este de Bolivia, el centro del Brasil, el oeste del Paraguay, y el extremo norte de la Argentina. Se alimentan de pequeños invertebrados, sobre todo  caracoles. Se reproducen al inicio de la estación húmeda y pasan la estación seca en estado de estivación.
Desde el año 1996 se la incluye en la Lista Roja de la UICN como «casi amenazada».

## Descripción
Es una tortuga de tamaño medio, entre 15 y 25 cm, habiéndose encontrado hembras de hasta 30 cm, y hasta 1,5 kg de peso; la más grande de las especies de su género. Los machos son más pequeños con tallas máximas de 24 cm.
Su cabeza es proporcionalmente más grande que la del resto de especies de su género —de ahí el epíteto específico macrocephala: cabeza grande—, de color marrón o gris por encima y amarillo o crema por debajo. La región timpánica y la mandíbula son amarillas también. En la parte superior de la cabeza presenta escamas anchas. El cuello, del mismo color que la cabeza, presenta tubérculos cónicos romos dorsalmente.
El caparazón es ovalado, y con una ligera depresión entre la segunda y la cuarta vértebras torácicas en los individuos más viejos. Las placas de los márgenes son lisas, más anchas las que cubren las patas y algo acanaladas las demás. Es de color marrón oscuro a negro y verdoso por el espaldar, más claro y con líneas radiales pálidas en cada placa en los individuos jóvenes. El plastrón es amarillo oscuro con líneas más oscuras en las suturas, sobre todo en los juveniles. El lóbulo anterior es más ancho que el posterior que está fuertemente escotado a la altura de la cloaca.
Las patas son fuertes y robustas, recubiertas de anchas escamas, grises por encima y amarillas por debajo, y con tubérculos como los del cuello en la parte posterior de los muslos.

## Sistemática y taxonomía
Fue descrita por primera vez por Anders G. J. Rhodin (del Museo de Zoología Comparada de la Universidad de Harvard), Russell A. Mittermeier (del Departamento de Ciencias Anatómicas de la Universidad Estatal de Nueva York), y Robert J. McMorris (herpetólogo de Florida), en 1984 como Platemys macrocephala basándose en especímenes del Pantanal de Brasil y Bolivia. La localidad tipo es Caiçara en el río Paraguay y el holotipo, que se encuentra en el Museo de Historia Natural de Viena, fue recolectado por Johann Natterer en 1826, etiquetado por Leopold Fitzinger con el nomen nudum de Phrynops schoepffii, y mal identificado por F. Siebenrock en 1904 como Platemys radiolata. En 1992 U. Fritz e I. Paules redescribieron la especie como Phrynops chacoensis con especímenes del Chaco Paraguayo, aunque en 1999 ellos mismos lo hicieron sinónimo de Acanthochelys macrocephala. En 1985 K. McBee y colaboradores demostraron que Platemys platycephala era una especie monotípica y las otras cuatro especies (P. macrocephala, P. radiolata, P. spixii y P. pallidipectoris) representaban un linaje monofilético distinto. Ese mismo año Rhodin sugirió la posibilidad de usar el género Acanthochelys Gray 1873 para estas especies y al año siguiente J. B. Iverson lo formalizó.
Aunque morfológicamente y bioquímicamente A. macrocephala parece estar más próxima a la especie A. radiolata, análisis de ADN mitocondrial  llevados a cabo por R. M. Huebinger y colaboradores en 2009 la sitúan más cerca de las otras tres especies del género.

## Distribución
Característica del norte del Gran Chaco y del Pantanal, se distribuye en una reducida zona entre Bolivia, Paraguay y Brasil. Ocupa las cuencas altas de los ríos Mamoré, Guaporé y Paraguay, incluyendo las zonas inundadas del Pantanal —occidente del Mato Grosso y Mato Grosso del Sur (Brasil), oriente de Santa Cruz (Bolivia), y la parte más septentrional de Paraguay—, y el noreste del Chaco —sur de Santa Cruz y las planicies secas del norte y centro de Paraguay—. Hacia el sur, fue citada para la provincia de Formosa en el norte de la Argentina.
Es posible que su área de distribución se esté incrementando, sobre todo hacia las zonas más secas del Chaco paraguayo, debido a las explotaciones ganaderas extensivas que favorecen el tipo de hábitat que esta especie requiere junto con la construcción de pequeñas charcas o balsas de agua usados como abrevadero y para riego, y del uso que hace esta tortuga de las cunetas de las vías de comunicación cuando se inundan.

## Hábitat
Prefiere las lagunas y madrejones de aguas someras, rodeadas de bosques o vegetación higrófila. En temporada estival también frecuenta cuerpos de agua temporarios. En invierno se refugia bajo las grandes bromelias terrestres del sotobosque.
En algunas zonas del Pantanal prefiere las salinas, muchas de ellas temporales. En toda su área de distribución se las puede observar en cunetas, balsas de riego y abrevaderos de ganado —llamados «tajamares» en Paraguay—, con cierta predilección por los más grandes.
Está bien adaptada a los cambios de temperatura, tanto diarios como estacionales, cambios que pueden llegar a diferencias de entre 38 y 52 °C, sobre todo en el Chaco paraguayo, donde comparte hábitat con la tortuga casquito mucho más abundante y con la mucho más rara tortuga canaleta chaqueña a la que posiblemente esté desplazando al colonizar nuevas áreas. En el Pantanal, comparte hábitat con la tortuga de Geoffroy.

## Comportamiento: alimentación y ciclo vital
Se alimenta fundamentalmente de caracoles, sobre todo de los géneros Pomacea y Marisa, renacuajos e insectos acuáticos, aunque como especie oportunista no desprecia pequeños peces y ranas.
La mayoría de estas tortugas permanecen en estado de estivación durante la estación seca, sobre todo las poblaciones del Chaco, independientemente de la disponibilidad de humedales.
El periodo reproductivo es muy diferente dependiendo del área de distribución, así en el Chaco el apareamiento tiene lugar en febrero, mientras que en el Pantanal se retrasa hasta abril o mayo. Las hembras entierran las puestas consistentes de 7 a 9 huevos, de unos 3 cm de diámetro y 15 g de peso cada uno. Las pequeñas tortugas no emergen hasta diciembre o enero, ya que necesitan también un tiempo de diapausa embrionaria para alcanzar su pleno desarrollo. Al eclosionar miden unos 3,5 cm y pesan 8 g.
En general, las poblaciones suelen estar sesgadas hacia las hembras, encontrándose dos hembras por cada macho.

## Conservación
Para la UICN se encuentra en estado «casi amenazada» (NT), debido a la pérdida de hábitat y el desecado de las charcas temporales por el cambio climático. No parece haber un comercio establecido con esta especie, y el poco que pudiera haber parte casi exclusivamente del Chaco paraguayo. No obstante, esta clasificación data del año 1996 y debería ser revisada.